# Silene puranensis
Silene puranensis là loài thực vật có hoa thuộc họ Cẩm chướng. Loài này được (L.H. Zhou) C.Y. Wu & H. Chuang miêu tả khoa học đầu tiên năm 1996.